# Rafael Czichos
Rafael Czichos (Gedda, 14 maggio 1990) è un calciatore tedesco, difensore svincolato.

## Palmarès

### Club

#### Competizioni nazionali
- Campionato tedesco di seconda divisione: 1

Colonia: 2018-2019